# جشنواره بین‌المللی فیلم والدیویا
جشنواره بین‌المللی فیلم والدیویا (انگلیسی: Valdivia International Film Festival) یک نمایشگاه و مسابقه بین‌المللی فیلم است که هر ساله در شهر والدویا، منطقه لوس ریوس، شیلی برگزار می‌شود.
این جشنواره در سال ۱۹۹۳ برای بزرگداشت سی امین سالگرد فعالیت کلوب سینمایی دانشگاه استرالیا-شیلی شکل گرفت.